# Troy Winbush
Troy Winbush (New York, 12 marzo 1970) è un attore statunitense.

## Biografia
Winbush è nato a Manhattan, New York il 12 marzo 1970.
Lavora come attore e ha partecipato a numerose serie televisive americane, tra cui I Robinson, nella quale interpreta Denny tra il 1987 e il 1990.
Ha preso parte ad alcuni episodi di serie di successo tra cui Law & Order - I due volti della giustizia, CSI: Miami e Medical Investigation.
Oltre alle serie TV ha partecipato ad alcuni film come Le riserve, Gioco letale, The Principal - Una classe violenta, Il delitto Fitzgerald e John Q.

## Filmografia parziale

### Cinema
- The Principal - Una classe violenta (The Principal), regia di Christopher Cain (1987)
- Le riserve (The Replacements), regia di Howard Deutch (2000)
- John Q, regia di Nick Cassavetes (2002)
- Il delitto Fitzgerald (The United States of Leland), regia di Matthew Ryan Hoge (2003)

### Televisione
- I Robinson (The Cosby Show) – serie TV, 11 episodi (1987-1991)
- Law & Order - I due volti della giustizia (Law & Order) – serie TV, 1 episodio (1992)
- CSI: Miami – serie TV, 2 episodi (2003)
- Medical Investigation – serie TV, 20 episodi (2004-2005)
- Gioco letale (Backwoods), regia di Martin Jay Weiss – film TV (2008)
- Castle – serie TV, episodio 4x09 (2011)
- The Goldbergs – serie TV, 13 episodi (2013-2022)
- 9-1-1 – serie TV, episodi 2x05-6x10-6x13 (2018-2022)
- The Wilds – serie TV, 18 episodi (2020-2022)
- Chicago Fire – serie TV, 7 episodi (2022-2023)
- Grey's Anatomy – serie TV, episodi 21x04-21x05-21x06 (2024)
- Suits LA – serie TV, 9 episodi (2025)

## Doppiatori italiani
Nelle versioni in italiano delle opere in cui ha recitato, Troy Winbush è stato doppiato da:
- Stefano Alessandroni in Castle, NCIS: New Orleans, The Goldbergs (ep. 2x14, 2x16)
- Lucio Saccone in The Principal - Una classe violenta, Grey's Anatomy
- Fabrizio Vidale ne Le riserve, Station 19
- Mauro Magliozzi in CSI: Miami
- Roberto Draghetti in Medical Investigation
- Alessandro Ballico in The Mentalist
- Marco Panzanaro in Scandal
- Fabrizio Dolce in 9-1-1
- Davide Fazio in The Wilds